# Graphics suite
Een graphics suite is een software suite met verschillende computerprogramma's voor grafisch werk die samen gedistribueerd worden. De programma's zijn meestal in staat om met elkaar op een hoger niveau te communiceren dan het besturingssysteem normaal mogelijk zou maken.
Er is geen harde regel met betrekking tot de programma's die worden opgenomen in een graphics suite, maar de meeste zullen ten minste een programma voor rasterafbeeldingen en een programma voor vectorafbeeldingen bevatten. In aanvulling op deze, kan de suite ook VRML-editors, animatiesoftware en morphing tools bevatten.

## Voorbeelden
- Adobe graphics suite
- Corel graphics suite
- Microsoft Expression Studio